# بالو
روستای بالُو (به زبان انگلیسی: Baloov)، در ۷ کیلومتری جاده ارومیه به سلماس در بخش مرکزی، دهستان روضه‌چای و در نزدیکی فرودگاه در شمال شهر ارومیه واقع شده‌است. همچنین از سمت جاده انهر علیا و در کیلومتر ۶ در سمت راست و روبروی ورودی روستای یاریجان علیا قرار گرفته‌است. این روستا از توابع بخش مرکزی شهرستان اورمیه در ایران می‌باشد و همچنین این روستا با توجه به جمعیت و وسعتش بزرگ‌ترین روستای ایران نیز شناخته می‌شود.